# بازوک
بازوک (به فرانسوی: Bazoques) یک کمون (فرانسه) در فرانسه است که در canton of Thiberville واقع شده‌است. بازوک ۶٫۹ کیلومتر مربع مساحت دارد ۱۸۲ متر بالاتر از سطح دریا واقع شده‌است.